# Laughing Gor之變節
《Laughing Gor之變節》是一部於2009年出品的香港警匪片，此電影由邵氏兄弟(香港)有限公司與香港電視廣播有限公司（無綫電視）合作攝製，由邱禮濤擔任執導，以及由謝天華、黃秋生、吳鎮宇、黃日華、陳法拉和黎耀祥擔任演出。

## 製作背景
由於謝天華在無綫電視劇集《學警狙擊》所飾演的警方臥底梁笑棠（Laughing哥）大受歡迎，無綫電視徇眾要求，在2009年4月1日由電視廣播業務總經理陳志雲於2009年4月1日在無綫生活台節目《志雲飯局》訪問謝天華的錄影探班上宣佈開拍《學警系列》第一部衍生作品，此衍生作品為電影，同年5月開拍，同年8月8日首映，8月13日上映。不過，學警狙擊的角色設定與本電影有所不同。

## 演員表

### 正興社（一哥派）
| 演員                 | 角色           | 關係／暱稱                                                                            |
| 黃秋生               | 黎天一         | 一哥、七哥（座頭專用） 正興社話事人 座頭之天敵 前臥底 企圖謀殺潘sir，被Laughing哥殺死 |
| 謝天華               | 梁笑棠         | Laughing哥 臥底 成員 蕭凱倫之男友                                                     |
| 黃德斌               | 車 仔          | 一哥跟班 臥底 誤中阿武一槍而死                                                        |
| 黃文迪               | 一哥手下       | 一哥手下                                                                              |
| 梁烈唯               | 小 龍          | Laughing哥手下                                                                        |
| 葉翠翠               | 一哥女友       | 一哥女友 律師                                                                         |
| 周美欣               | 一哥女友       | 一哥女友                                                                              |
| 呂慧儀               | 一哥女友       | 一哥女友 負責管數 被阿武殺死                                                          |
| 陳 爽                | 一哥女友       | 一哥女友                                                                              |
| Inayat Khan          | 一哥手下       | 一哥手下                                                                              |
| Bitto Singh Hartihan | 一哥手下       | 一哥手下                                                                              |
| 連志雄               | Laughing哥手下 | Laughing哥手下                                                                        |
| 周志豪               | Laughing哥手下 | Laughing哥手下                                                                        |

### 正興社（座頭派）
| 演員   | 角色     | 關係／暱稱                                                          |
| 吳鎮宇 | 蕭卓孝   | 座頭 正興社話事人 一哥之天敵 蕭凱倫之兄 被一哥開了多槍而死          |
| 李思捷 | 阿 巢    | 座頭雙煞之一 實際為一哥線人 误杀蕭凱倫 最后被座头杀死               |
| 敖嘉年 | 撈 輝    | 座頭雙煞之一                                                        |
| 蕭正楠 | 律 師    | 座頭的律師                                                          |
| 陳法拉 | 蕭凱倫   | Karen 大學生 座頭之妹（非社團成員） Laughing哥之女友 被阿巢无意槍殺 |
| 泰 仔  | 座頭手下 | 座頭手下                                                            |

### 正興社話事人
| 演員   | 角色  | 關係／暱稱 |
| 曾志偉 | 福 爺 |            |
| 李家鼎 | 鼎 爺 |            |

### 警察
| 演員   | 角色    | 關係／暱稱                                        |
| 元 彪  | 冼Sir   | 有組織罪案及三合會調查科高級警司 臥底之上司       |
| 黃日華 | 潘文基  | 潘Sir 有組織罪案及三合會調查科高級督察            |
| 黎耀祥 | 阿 武   | 武Sir 有組織罪案及三合會調查科警署警長 被一哥殺死 |
| 戴志偉 | 教 官   | 學堂教官 Laughing哥之教官                         |
| 丘凱敏 | 冼Sir妻 | 冼Sir妻子                                         |
| 吳卓羲 | 鍾立文  | 警員                                              |
| 陳鍵鋒 | 李柏翹  | 警員                                              |
| 袁偉豪 | 探 員   | 探員                                              |
| 高鈞賢 | 探 員   | 探員                                              |
| 羅柏豪 | 探 員   | 探員                                              |
| 姚 兵  | 探 員   | 探員                                              |
| 余達志 | 探 員   | 探員                                              |
| 莫偉峰 | 探 員   | 探員                                              |
| 陳少彤 | 警 員   | 警員                                              |

### 其他演員
| 演員   | 角色       | 關係／暱稱 |
| 宋本中 | 便利店劫匪 | 便利店劫匪 |
| 黎桐康 | 殺 手      | 殺手       |
| 呂 熙  | 殺 手      | 殺手       |
| 黎柏麟 | 殺 手      | 殺手       |
| 楊潮凱 | 殺 手      | 殺手       |
| 謝卓言 | 殺 手      | 殺手       |
| 黃素歡 | 酒樓女侍應 | 酒樓女侍應 |
| 徐忠信 | 台灣拆家   | 台灣拆家   |
| 林零原 | 大 飛      |            |
| 陳文靜 | 公關小姐   | 公關小姐   |
| 陳宛蔚 | 公關小姐   | 公關小姐   |
| 梁政珏 | 公關小姐   | 公關小姐   |
| 阮 兒  | 公關小姐   | 公關小姐   |
| 張韋怡 | 公關小姐   | 公關小姐   |
| 林婉霞 | 公關小姐   | 公關小姐   |
| 倫紫玄 | 公關小姐   | 公關小姐   |
| 王卉霖 | 公關小姐   | 公關小姐   |
| 周麗欣 | 公關小姐   | 公關小姐   |
| 潘冠霖 | 殺 手      | 殺手       |
| 趙國東 | 殺 手      | 殺手       |
| 歐梓浩 | 殺 手      | 殺手       |
| 王致迪 | 殺 手      | 殺手       |
| 王德基 | 殺 手      | 殺手       |

## 與《學警狙擊》犯駁之處
- 在劇中梁笑棠是自願做警察，在本片中梁笑棠是被黎天一委派做警察
- 在劇中梁笑棠是在警察學校被郭培挑選做臥底，而將梁笑棠革職的教官是由白彪飾演，本片中梁笑棠是在警察學校被冼Sir挑選做臥底，而將梁笑棠革職的教官是由戴志偉飾演
- 在劇中梁笑棠的女友是在同期警察學校的趙雲迪，本片中梁笑棠的女友是社團中人蕭凱倫
- 在劇中梁笑棠是在1999年末成為臥底，與片中時間不吻合
- 在劇中梁笑棠的臥底任務是接近杜亦天，本片結局中梁笑棠的下一個臥底任務是接近江世孝（劇中江世孝是在杜亦天死後才成為坐館）

## 各地電影分級制度
| 國家／地區 | 級別 |
| ---------- | ---- |
| 香港       | IIB  |
| 新加坡     | PG   |
| 馬來西亞   | 18PL |
| 泰國       | 18+  |
| 澳大利亞   | M    |

## 記事
- 2009年5月13日：此電影於11:00在將軍澳電視廣播城秘密試造型。
- 2009年5月27日：此電影於14:00在將軍澳電視廣播城廣播大樓二樓空中花園舉行開鏡拜神。
- 2009年6月8日：TVB宣佈黎桐康於角色招募中勝出，將會飾演一名殺手。
- 2011年10月8日：此電影於翡翠台及高清翡翠台首播，翌日起於myTV提供30日重溫，為myTV首套電影。

## 提名
| 年度   | 颁奖典礼             | 奖项       | 姓名   | 结果 |
| ------ | -------------------- | ---------- | ------ | ---- |
| 2010年 | 第29屆香港電影金像獎 | 最佳新演員 | 陳法拉 | 提名 |

## 外部連結
- WMOOV電影上《LAUGHING GOR 之變節 （页面存档备份，存于）》的資料（中文）
- 無綫電視官方網頁 - Laughing Gor之變節 （页面存档备份，存于）
- 無綫電視節目網頁 - Laughing Gor之變節 （页面存档备份，存于）
- 開眼電影網上《Laughing Gor之變節》的資料（繁體中文）
- 香港影庫上《Laughing Gor之變節》的資料（繁體中文）
- 豆瓣电影上《Laughing Gor之變節》的資料 （简体中文）
- 时光网上《Laughing Gor之變節》的資料（简体中文）
- 爛番茄上《Laughing Gor之變節》的資料（英文）
- AllMovie上《Laughing Gor之變節》的资料（英文）
- 互联网电影数据库（IMDb）上《Laughing Gor之變節》的资料（英文）